# Белоглава гъска
Белоглава гъска (Chen canagica) е вид птица от семейство Патицови (Anatidae). Видът е почти застрашен от изчезване.

## Разпространение и местообитание
Разпространен е в Русия и САЩ.